# 凱盧阿 (夏威夷縣)
凱盧阿是一個美國夏威夷州的一個人口普查指定地區，位於夏威夷島北科納區（North Kona District）。2010年人口為11,975人。該地會被稱為凱盧阿科納（Kailua-Kona）以跟位於歐胡島向風海岸的凱盧阿作區別。有時也會喚作科納（Kona）。

## 外部連結
- Konaweb（英文）